# Битка за Стопање
Битка за Стопање је била битка између четника и збораша догодила се у лету 1943. године у селу Стопања код Трстеника. Битка се завршила Четничком победом и ослобођењем Стопања. Четницима је командовао мајор Радослав Филиповић.

## Позадина
Године 1942. Немци су претрпели снажан пораз у северној Африци за шта су и четници били заслужни због сталних четничких саботажа на пругама и осталим објектима. У току 1943. године Немци су претрпели јак пораз у Стаљинграду од стране Црвене армије и исход рата је био јасан. У Србији се 1943. водиле велике борбе између четника са једне и Немаца, недићеваца и љотићеваца са друге стране.

## Четници
1. Трстеничка бригада Расинског корпуса под командом мајора Радослава Филиповића имала око 1000-1.500 бораца и спремали се за напад на љотићевце у Стопању. Мајор Филиповић је извршио добар маневар: протурио вести да ће четници напасти љотићевце у Великој Дренови а у Стопању су уништили сваку комуникацију, тако да су љотићевци остали опкољени. Четници су кренули у Стопању.

## Љотићевци
Љотићевци су у Стопањи вршили велико насиље, по узору на Немце. Увели су полицијски час, кренули по Стопању и тукли људе, убијали, хапсили, починили велика зверства. После пресецања комуникација љотићевци су покушали да беже кроз мрак, али су их четници пресрели и пуцали на њих. Љотићевци су се предали, губици су непознати.

## Након Битке за Стопањ
Након Битке за Стопање четници су ослободили и суседну Велику Дренову а Немци су покренули операцију Штифелкнехт против Расинског корпуса мајора Кесеровића, али је и ова операција имала неуспех.